# Begonia pachyrhachis
Espèce
Synonymes
- Begonia crassicaulis (A.DC.) Warb.[1]
- Casparya crassicaulis A.DC.[1]

Begonia pachyrhachis est une espèce de plantes de la famille des Begoniaceae.
Elle a été décrite en 1983 par Lyman Bradford Smith (1904-1997) et Dieter Carl Wasshausen (1938-…).